# Ветхозаветная церковь

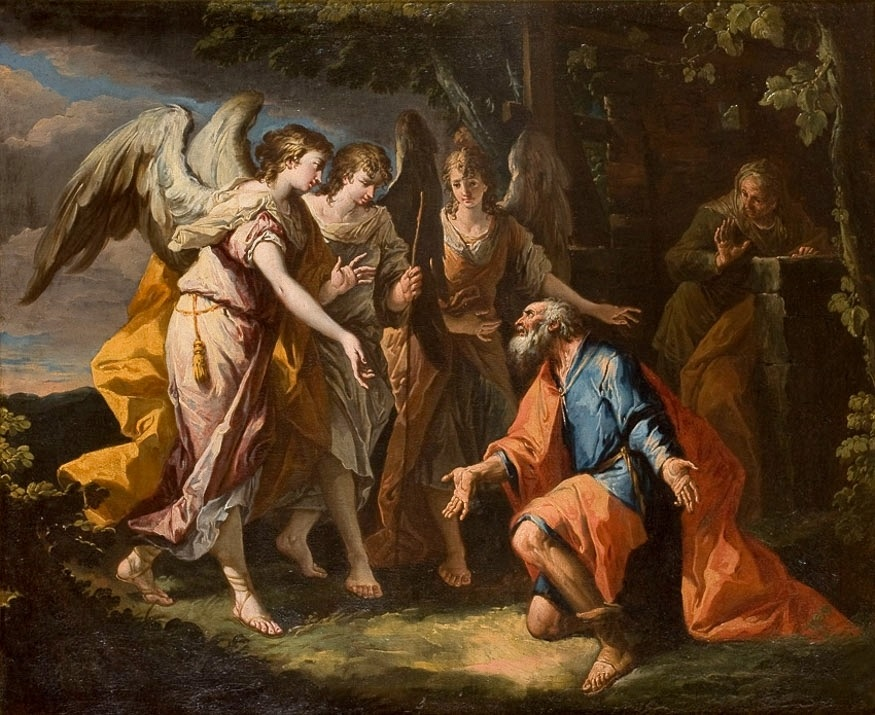
Ветхозаветная Троица: Авраам и ангелы, Гаспаро Дициани

Ветхозаве́тная це́рковь — экклезиологический термин, используемый в христианстве для обозначения религиозного института, история которого описывается в Ветхом Завете, а также части человечества, жившего под руководством заповедей и обетований, данных Богом Моисею.
Согласно теологии замещения, экклезиологической концепции в рамках христианской теологии, согласно которой Новозаветная (Христианская) церковь, Новый Израиль, как сообщество избранных, заменила собой Ветхозаветную церковь, «старый Израиль», как избранный народ; и все обетования, адресованные в Библии евреям, после заключения Нового Завета адресованы христианам. Основанием для замещения стало предание Мессии — Иисуса Христа евреями на распятие и отречение от Него, вследствие чего Ветхий Завет (заключённый только с евреями) заменяется Новым Заветом, где избранными детьми Божьими становятся представители всех народов. «Замещённые» иудеи при этом становятся богооставленным народом: Мф. 23:37–39, Лк. 13:34.
Происходит от ивр. קהל‎ — собрание, которое в Септуагинте переводится как др.-греч. εκκλησία — слово, ставшее впоследствии термином для обозначение новозаветной общины — Христианской церкви. Соответственно возникает необходимость уточнять, о какой «церкви» (εκκλησία) идёт речь в том или ином случае.
Употребление термина «Ветхозаветная церковь» присуще большинству христианских конфессий: православных, лютеран, баптистов и т. д.